# Scytalinidae
Scytalinidae (Grondels) zijn een familie van straalvinnige vissen uit de orde van Baarsachtigen (Perciformes).

## Geslacht
- Scytalina